# Polycyrtus superbus
Polycyrtus superbus är en stekelart som först beskrevs av Léon Abel Provancher 1888.  Polycyrtus superbus ingår i släktet Polycyrtus och familjen brokparasitsteklar. Inga underarter finns listade i Catalogue of Life.